# Capitonius chontalensis
Capitonius chontalensis är en stekelart som först beskrevs av Cameron 1887.  Capitonius chontalensis ingår i släktet Capitonius och familjen bracksteklar. Inga underarter finns listade.